# 梅讷西 (埃纳省)
梅讷西（法語：Mennessis）是法国上法兰西大区埃纳省的一个市镇，位于该省西部，属于拉昂区。该市镇2009年时的人口为408人。
梅讷西站是一个区域性的铁路枢纽，前往亚眠、圣康坦和巴黎方向的铁路在此交汇。

## 人口
梅讷西人口变化图示
| 数据来源：INSEE |